# Exetastes kravitus
Exetastes kravitus là một loài tò vò trong họ Ichneumonidae.